# Macel Leilani Wilson
Macel Leilani Wilson (Honolulu, 5 maggio 1943) è una modella statunitense.

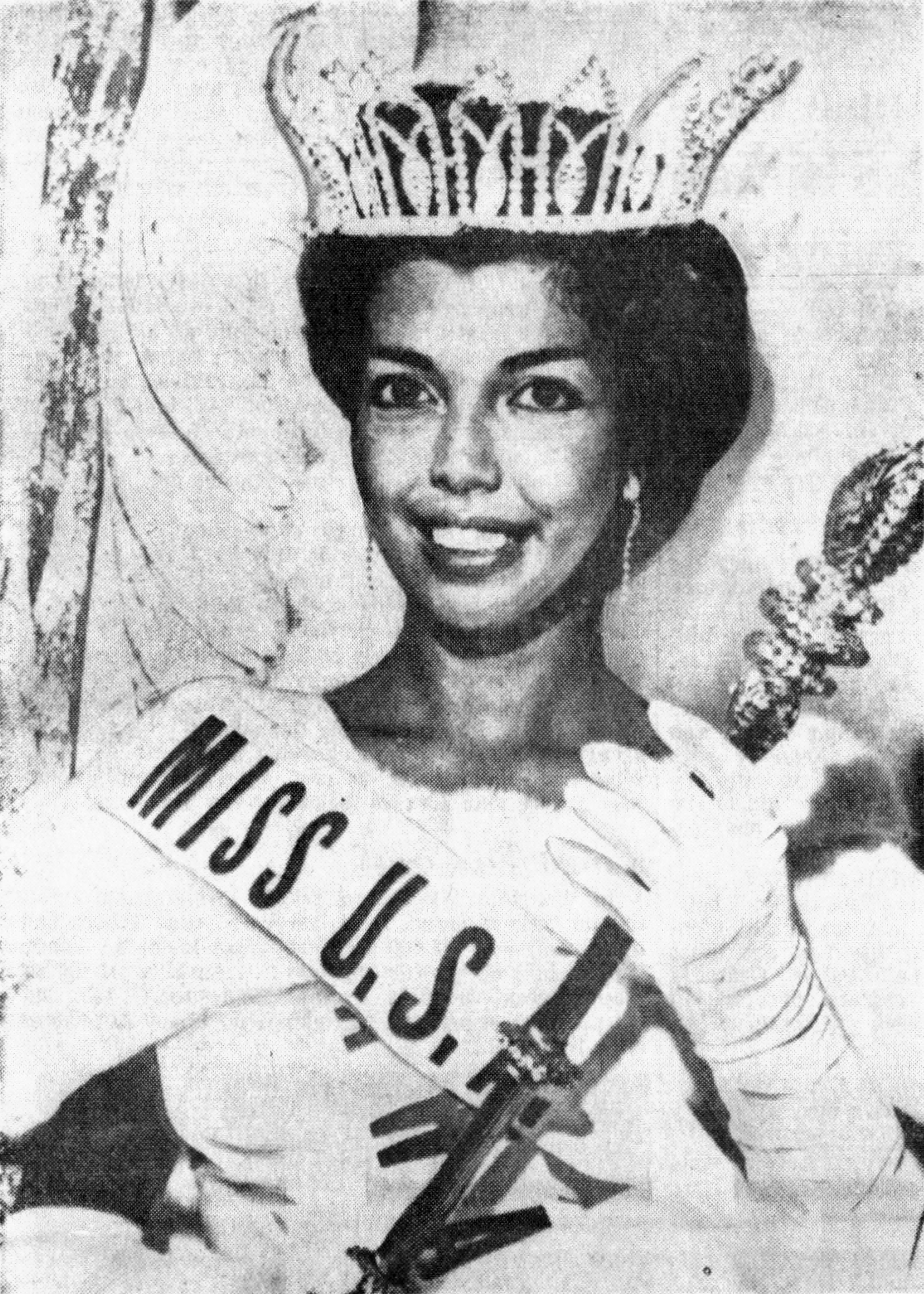
Macel Wilson

È stata la prima donna di origini asiatiche a vincere il titolo di Miss USA nel 1962. Il titolo con cui si presentava a Miss USA era Miss Hawaii, concorso che aveva in precedenza vinto. Nello stesso anno la Wilson giunse anche alle semifinali di Miss Universo 1962 in rappresentanza degli Stati Uniti.